# Ținutul Dorohoi
Ținutul Dorohoi a fost o unitate administrativ-teritorială în cadrul Principatului Moldovei. La nord se învecina cu ținutul Hotin, la sud-est - cu ținutul Iași, la sud- ținutul Cârligătura, la est - cu ținuturile Roman și Suceava. În prezent, teritoriul ținutului Dorohoi aparține județului Botoșani. Numele ținutului provine de la târgul Dorohoi. 
Reședința ținutului, târgul Dorohoi, a fost și reședința vornicului Țării de Sus.

## Stemă

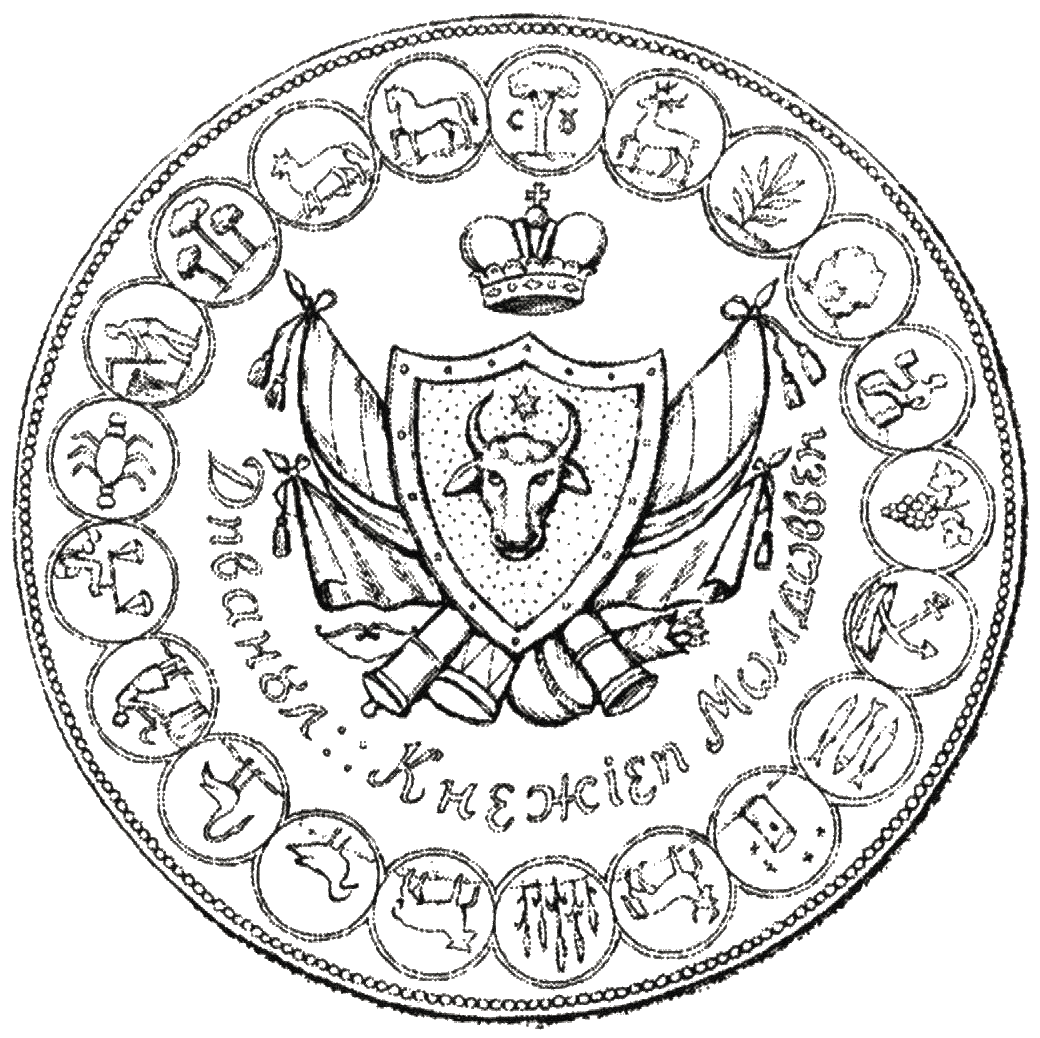
Sigiliul Divanului Cnejiei Moldovei cu stema Țării Moldovei înconjurată de 21 de medalioane cu stemele ținutale

Sigiliul Divanului Cnejiei Moldovei (cca. 1806 - 1812) - cea mai veche imagine cunoscută care a conservat simbolurile ținutale - conține stema ținutului Dorohoi reprezentată de un medalion cu un rac orientat spre dreapta. Acest element a fost păstrat la elaborarea stemelor județului Dorohoi și orașului Dorohoi.

## Istorie
Ținutul este menționat documentar pentru prima oară la 8 octombrie 1520, într-un hrisov prin care domnul Ștefan cel Tânăr, dăruiește episcopiei dela Rădăuți satul Havorona din ținutul Dorohoi. Până la sfârșitul secolului al XVIII în ținutul Dorohoi era inclus și târgul Ștefănești, ulterior trecut în ținutul Hârlău. 
În Catastihul din anul 1591, realizat la ordinul domnului Petru Șchiopul, pentru a afla potențialul de impozitare a Moldovei, în ținutul Dorohoi au fost înregistrați 1.510 țărani birnici (capi de familie/gospodării), 124 boieri, 21 vătafi, 50 țărani răzeși și 121 de preoți și dascăli.
În opera celebră, Descrierea Moldovei, Dimitrie Cantemir oferă următoarea descriere a ținutului: Ținutul Dorohoiului [Ager Dorohoiensis], în care se află Dorohoi, un târgușor puțin cunoscut, în apropiere de izvoarele râului Jijia. Acesta este scaunul vornicului Țării de Sus, cârmuitorul Moldovei de Sus, dar în locul lui sunt puși doi vornici mai mici, fiindcă el, din pricina treburilor la curte, n-ar putea să se îngrijească de cele ale ținutului. Ștefăneștii, un târgușor pe Prut, în care acum (1713) turcii, după ce au curățat râul, ar fi ridicat un atelier de corăbii și hambare cu hrană pentru oștile care se află la Hotin.
În perioada 1741-1743, domnul Moldovei Constantin Mavrocordat, implementează o reformă administrativă prin care ținuturile au fost divizate, unități teritorială numite ocoale. Rezultatele recensământului din 1774, în partea de nord-vest a ținutului a fost amplasat ocolul Târgului, din care făcea parte și orașul Dorohoi, fiind cel mai mic ocol. În nord, de la Bajura la Adășeni, se întindea
ocolul Prutului. În estul ținutului Dorohoi, cu satele dintre Drăgușeni și Călărași, se afla ocolul Bașăului.
Inițial, ținutul Dorohoi era condus de pârcălabi, dar după reforma lui Constantin Mavrocordat, de ispravnici.
Pierderea celor mai mari părți din ținuturile Suceava și Cernăuți, a transformat hotarul ținutului Dorohoi în granița Moldovei. Cele 25 de sate rămase în cuprinsul Moldovei din ținutul Cernăuți, au format ținutul Herța. Aceasta a dus la apariția unor târguri de graniță, Vlădeni (numit apoi Târgul Nou și Mihăileni) și Herța, a provocat resuscitarea la vieții vechiului târg al Dorohoiului și la geneza unor târgușoare în cuprinsul ținutului - Săveni și Darabani.
La începutul epocii regulamentare, mai exact în anul 1835 au fost desființate micile ținuturi, Herța fiind inclus în ținutul Dorohoi.
După formarea statului unitar român, în anul 1864 este aprobată noua lege privind administrația teritorială a țări, conform căreia teritoriul României este județe și plăși. Astfel, ținutul Dorohoi este transformat în județul Dorohoi și ocoalele - în plăși.

## Localități
Prima listă a localităților din ținut o găsim la recensământul fiscal desfășurat în anii 1772-1773, care conține următoarele târguri și sate:
Ocolul Târgului:
Târgul Dorohoi, Hilișeul, Pomârla, Ibănești, Damileani, Soharau, Comanești, Oroftiana, Sfârcauți, Lișna, Mleneuți, Hudești, Baranca, Vorniceni.
Ocolul Prutului:
Vancauți, Darabani, Cornești, Teioasa, Ivancauți, Palteniș, Cuzlau, Crainiceni, Ișnoveț, Radauți, Hudești, Crasnaleuca, Adașeni, Coțușca, Bivolul, Mileanca, Tatarașeni, Dragușeni, Știubieni, Saveni, Sârbi, Avrameni, Hrițini, Liveni, Hanești, Dângeni, Bratsiî, Dobârceni, Șișmanești, Silișcani, Lehnești, Ștefanești, Bobulești, Ostopceni, Bascaceni, Cucuteni, Barsanești, Budești, Babiceni, Albești.